# Рувума
Рувума (на английски: Ruvuma River) е река в Източна Африка, протичаща на значително протежение по границата между Танзания и Мозамбик и вливаща се в Индийския океан. Дължината ѝ е 760 km, а площта на водосборния басейн 155 500 km². Река Рувума води началото си на 1065 m н.в., от планините на около 80 km източно от езерото Малави, в южната частна Танзания. В най-горното си течение (първите около 150 km) тече на юг в тясна долина през планински райони. При устието на десния си приток Месинге достига границата с Мозамбик и от тук до устието се тече в източна посока като по цялото си протежение е гранична река между двете държави. Тук Рувума тече предимно в широка долина, която на някои места се стеснява, с бавно и спокойно течение. На около 100 km преди устието си долината ѝ значително се стеснява при пеминаването ѝ южно от платото Маконде. Влива се чрез естуар в Индийския океан, на около 35 km югоизточно от танзанийското пристанище Мтваре. Основни притоци: леви – Лукимва, Мухувеси, Лумесуле; десни – Месинге, Лушеринго, Лусаняндо, Шиулези, Луженда (Лудженда, 650 m). Подхранването ѝ е предимно дъждовно, с ясно изразено лятно-есенно пълноводие (от януари до април). Среден годишен отток 475 m³/s. Плавателна е плитко газещи речни съдове на отделни учасъци в долното си течение.
През 2008 година е построен 600 метров автомобилен мост, който свързва Мозамбик и Танзания и е на стойност 33 милиона щатски долара.